# Dezamet Stella
Stella (typ. 756) – polski, jednoosobowy motorower, produkowany przez Zakłady Metalowe Dezamet w Nowej Dębie. Pojazd produkowano w trzech wersjach 756, 756.1 i 756.2, motorowery różniły się wyposażeniem (na korzyść 756.2).